# طب تقليدي إيراني
الطب التقليدي الإيراني، الذي يُعرف أيضًا باسم الطب التقليدي الفارسي، هو أحد أقدم أشكال الطب التقليدي.
يرتكز الطب التقليدي الإيراني على الأخلاط الأربعة: البلغم والدم والصفراء والسوداء. يعتمد مفهوم الأخلاط الأربعة على تعاليم الرازي وابن سينا في نظام طبي مفصل.
يعتقد بعض العلماء أن الجهود المبذولة لإنعاش الطب التقليدي الإيراني في السنوات الأخيرة اتخذت موقفين رئيسيين: الطب القائم على الأدلة، والدجل. بينما يستخدم العديد من الأكاديميين القياسات العلمية القائمة على الأدلة (مثلًا، أُجريت العديد من الدراسات والإبلاغات حول تأثير صيغ الطب الفارسي التقليدي على فيروس كورونا المرتبط بالمتلازمة التنفسية الحادة الشديدة النوع 2 أو سارس-كوف-2، وقد دُرست هذه العلاجات في العديد من التجارب السريرية في إيران)، هناك أيضًا تيار علمي زائف في الأوساط الأكاديمية الحديثة.

## تاريخ
على الصعيد العالمي، بلغ هذا الطب ذروته في إيران، بالتزامن مع الموسوعيين مثل محمد بن زكريا الرازي وابن سينا وإسماعيل الجرجاني. تطور الطب الإيراني القديم، وهو المعرفة الأساسية للأخلاط الأربعة كنظام علاجي، على يد الحكيم ابن سينا في موسوعته الطبية، القانون في الطب.

### المحافظة على الصحة
وفقًا للتعريف الوارد في أحد الكتب الدراسية الطبية الإيرانية الأولى «هداية المتعلمين في الطب»، الذي كتبه الأخويني بخاري في القرن العاشر، الطب هو تقنية علمية للحفاظ على صحة الإنسان، واستعادتها عندما تتدهور.
يركز الطب التقليدي الإيراني على إعطاء الأولوية للحفاظ على الصحة والوقاية من الأمراض بدلًا من العلاج.
تركز قواعد نمط الحياة في الطب التقليدي الإيراني على ستة مبادئ أساسية، تُعرف باسم سيتا زاروريا باللغة الفارسية. تعد التغذية، والبيئة، والنشاط البدني، وأنماط النوم، والعواطف، وتخليص الجسم من السموم، المبادئ التوجيهية الستة الأساسية وراء نمط الحياة في الطب التقليدي الإيراني. يُعتقد أن الصحة تكمن في التعرف على طبع المرء أو مواصفاته الجسدية والعقلية، واستخدام هذه المعلومات لتوجيه نمط الحياة.

## الطبع
الطب التقليدي الإيراني هو طب شامل يعتمد على الفروق الفردية، وتشكل مفهوم يعرف باسم «المزاج» أو الطبع. يُعرف بمجموعة من المواصفات الجسدية والعقلية، تُحدَّد بأعراض معينة في الجسم والعقل. وفقًا للطب التقليدي الإيراني، لكل شخص مزاج مميز يحدد جميع مواصفاته الجسدية أو العقلية. بشكل عام، يمثل المزاج الزيادة أو الافتقار إلى الحرارة والرطوبة في الجسم، ويُصنف إلى أربع صفات: الحرارة، والبرودة، واليبوسة، والرطوبة. يعد المزاج طيفًا، ويملك بعض الأشخاص مزاجًا أكثر حرارة من غيرهم. لا يوجد شخصان لهما نفس المزاج بالضبط، لكن يمكن أن يشابه أحدهما الآخر إلى حد ما. يعتقد أن المزاج يتحدد في المرحلة الجنينية. قد يلعب مزاج الوالدين أيضًا دورًا في تحديد مزاج الطفل.
أثناء تشكل المزاج، يمكن أن تصبح واحدة أو اثنتان من الصفات الأربع مهيمنة وتحدد المزاج الرئيسي. لذلك، يُصنف المزاج إلى تسع فئات: حار، بارد، رطب، يابس، حار ويابس، حار ورطب، بارد ويابس، بارد ورطب، ومعتدل–إذ لا تكون أي من الصفات سائدة.
لا توجد طباع جيدة أو سيئة بالمفهوم المطلق، وطالما أنها ضمن نطاقاتها الطبيعية -تنعكس في الصحة الجسدية والعقلية- فتعد في حالة متوازنة أو طبيعية. نظرًا لاختلاف المزاج بين الأفراد، يكون نمط حياتهم مختلفًا؛ هذا هو الجوهر الرئيسي للطب التقليدي الإيراني في الحفاظ على الصحة وعلاج الأمراض.
من خلال تبني الأفراد نمط الحياة الذي يناسب مزاجهم، يجب عليهم محاولة الحفاظ على الحرارة والرطوبة المتأصلة في أجسادهم ضمن نطاق معين، وفقًا لمزاجهم الرئيسي، وتجنب الاكتساب المحتمل لـ«الطبع السيء».
لا يقتصر المزاج على البشر فقط. كل غرض وموقف وحالة في العالم لها مزاج خاص ومحدّد.